# Carl Theodor Eiserman
Carl Theodor Eiserman, född 7 juli 1865 i Svenljunga socken, död 3 december 1935 i Borås, var en svensk industriman.
Carl Theodor Eiserman var son till postmästaren Johan Floridan Eiserman. Han genomgick 1875–1881 fem klasser vid högre allmänna läroverket i Karlskrona. Han kom därefter att ägna sig åt affärsverksamhet, först genom anställning hos en vävnadsförläggare i Lerbäcksbyn i Östra Frölunda socken, innan han 1886 flyttade till Borås. Här fick han anställning hos fabrikör Arvid Sprakarn. År 1887 bildade han tillsammans med en medarbetare ett textilföretag med namnet Carl Eiserman & Co. År 1892 blev han ensam ägare till företaget, som snabbt växte till ett betydande företag. År 1902 sålde Eiserman av den del av företaget som sysslade med herrkonfektion och satsade helt på barn- och damkonfektion. År 1907 ombildades firman till aktiebolag under namnet AB Carl Eisermans trikåfabrik med Carl Theodor Eiserman som VD. Han medverkade aktivt i bildandet av AB Sveriges förenade trikåfabriker, var dess styrelseledamot och vice ordförande 1913–1935 och verkställande direktör 1913–1935. Eiserman var även ordföranden i styrelsen för Manufaktur AB Svea, i Bårs och Götafors AB i Mölndal, styrelseledamot i Försäkringsbolaget Allmänna Brand i Jönköping, i Borås yllefabriks AB, i Kilsunds AB, i AB Svenskt konstsilke, i AB Borås tidning, i Borås–Ulricehamns järnvägs AB och i Borås–Jönköpings järnvägs AB. Han var även ledamot i Borås sparbanks styrelse 1907–1935 och dess ordförande 1927–1935, en av stiftarna av Skaraborgs och Älvsborgs läns sparbanksförening 1929 samt vice ordförande i dess styrelse 1930–1935, ledamot av styrelsen för AB Svenska handelsbankens avdelningscentral i Borås och dess vice ordförande 1919–1935. Eiserman var ledamot av stadsfullmäktige i Borås 1899-1930 och vid sin avgång dess ålderspresident, ledamot av bevillningsutskottet i Borås stad 1905–1919, ledamot av drätselkammaren 1913 och hade viktiga poster inom kommunala utredningar bland annat frågan om elektricitetsverkets utvidgning. Han var ledamot i styrelsen för Borås enskilda bank 1915–1917, i Bank AB Södra Sverige 1917–1919, ledamot av Älvsborgs läns landsting 1921–1934, var en av stiftarna av Västergötlands och Norra Hallands handelskammare 1904 och dess vice ordförande 1905–1915 och ordförande 1915–1922. Därtill ordförande i Moderata valmansföreningen i Borås 1912-1915. Eiserman blev riddare av Vasaorden 1915 och riddare av Nordstjärneorden 1929.